# Мира (оптика)

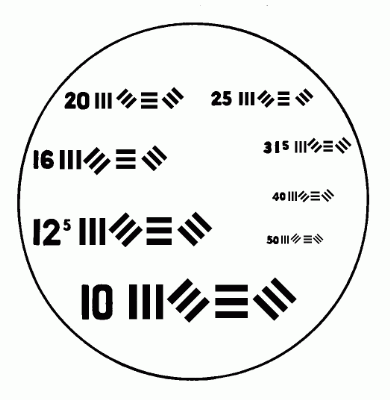
Простейшая мира

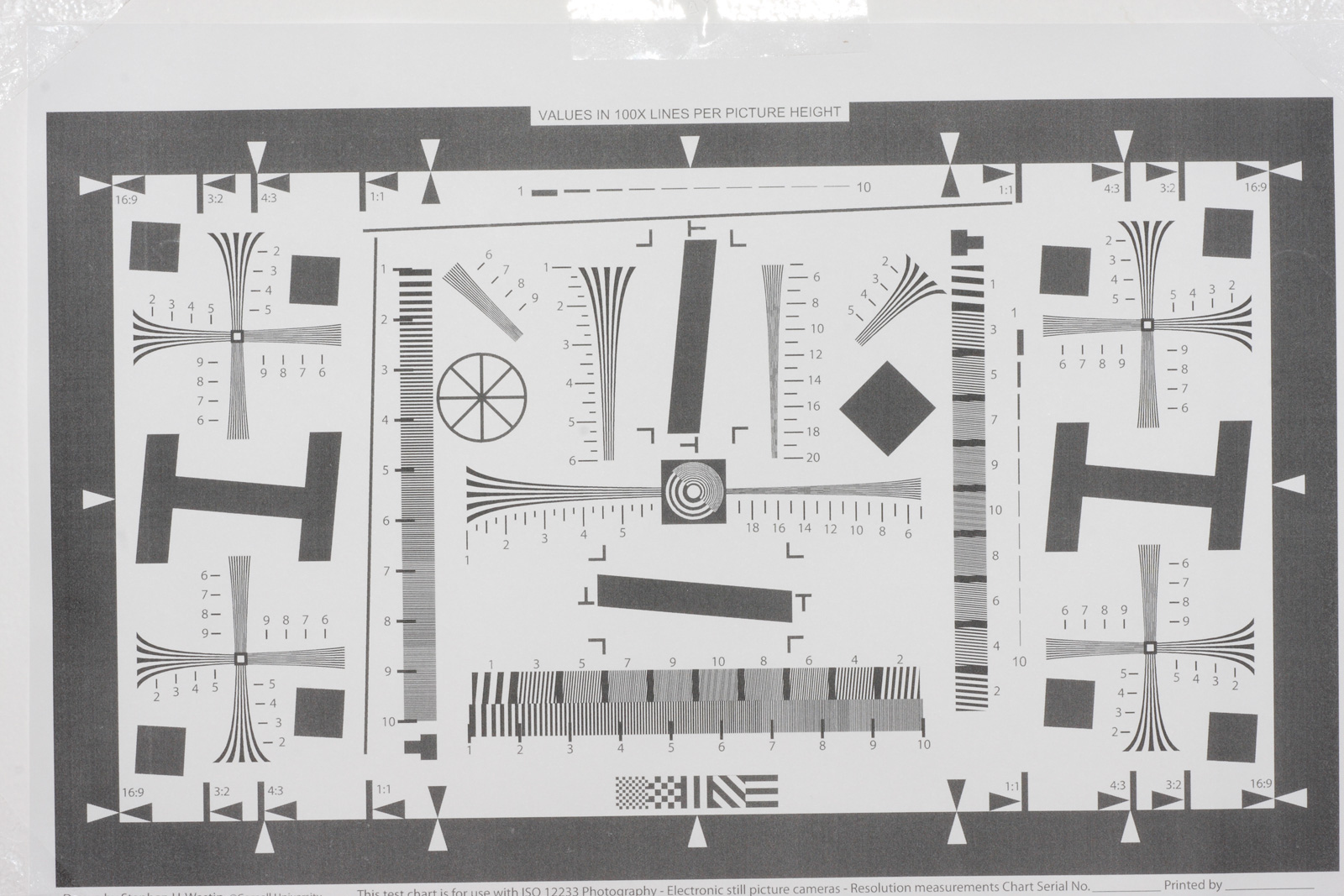
Мира по ISO 12233:2000 для измерения разрешающей способности для электронных фотоаппаратов

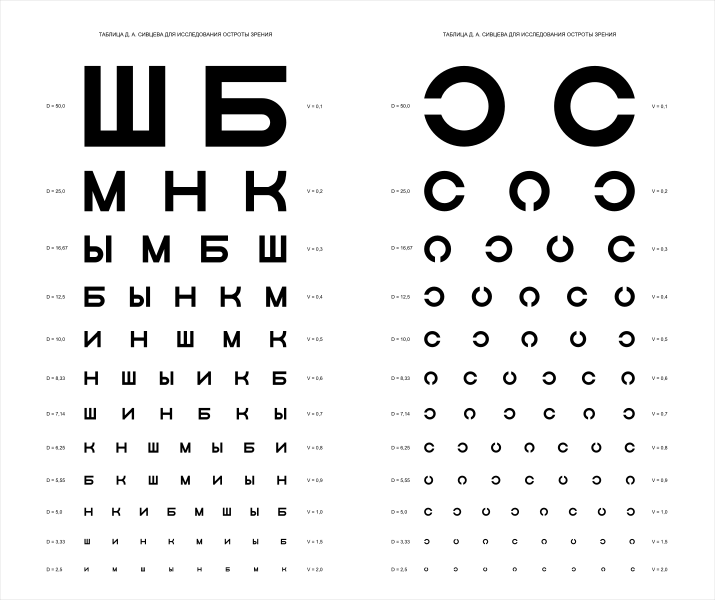
Таблица Головина — Сивцева — мира для исследования остроты зрения человека

Ми́ра (фр. mire, от фр. mirer — рассматривать на свет, прицеливаться, метить) — испытательная пластинка с нанесённым на неё стандартным рисунком в виде полос или секторов.
Мира служит для количественного определения разрешающей способности и функции передачи модуляции оптических приборов (например, объективов) и светочувствительного элемента (светочувствительной матрицы или плёнки).
Виды:
- штриховая мира — рисунок образован чередующимися тёмными и светлыми прямоугольными полосками с закономерно изменяющейся частотой;
- радиальная мира — рисунок образован тёмными и светлыми секторами круга;
- кольцевая мира — рисунок образован тёмными и светлыми кольцами, типа мишень;
- синусоидальная мира — плотность изображения плавно изменяется по синусоидальному закону.

Для снятия частотно-контрастных характеристик объективов используют штриховые миры. Формально более точные результаты в этом случае получаются при использовании синусоидальных мир. Однако сложность их изготовления привела к тому, что применяются только миры с прямоугольным профилем.
Для оценки качества микрорепродукционных систем применяются миры с рисунком из набора двумерных элементов, моделирующих печатные знаки.
По способу применения миры по отношению к фотоматериалу (при определении его разрешающей способности) различают проекционные и контактные.
По контрасту — различают миры «абсолютного контраста» (с отношением яркостей тёмных и светлых элементов не менее 1:100) и миры малого контраста (обычно около 1:1,6).
В большинстве случаев разрешающая способность фотоматериалов приводится в справочниках по результатам тестирования со штриховыми мирами абсолютного контраста.